# Confess
A Confess iráni metalegyüttes.

## Története
Az együttes 2010-ben alakult Teheránban. Két nagylemezt, egy EP-t és két kislemezt tartalmaz a diszkográfiájuk. 2020-ra tervezik egy harmadik stúdióalbum megjelentetését is. 2016-ban kivégzésre ítélték őket, "sátánista zene írásának és külföldi rádióállomáshoz beszélésnek" vádjával. Mivel Iránban a metal zene játszása bűnnek számít (a szövegek és az ideológia miatt), így az együttes tagjait 2019-ben 14 és fél éves börtönbüntetésre ítélték, Nikan Siyanor Khosravi énekes pedig 74 botütést kapott.
Khosravi és Arash Ilkhani elmenekültek Iránból, jelenleg Norvégiában élnek.

## Tagok
- Nikan Siyanor Khosravi - ének, gitár, basszusgitár (2010-)
- Arash Ilkhani - basszusgitár (2011-2012), DJ, sample (2014-)

## Korábbi tagok
- Mr. Master - DJ, sample (2011-2014)
- DicTator - gitár (2012-2014), dob (koncerteken, 2015)
- Samir Malikoghlou - dob (2015)

## Diszkográfia
- Beginning of Dominion (2012)
- Back to My Future 2/4 (EP, 2014)
- In Pursuit of Dreams (2015)
- Evin (kislemez, 2019)
- Army of Pigs! (kislemez, 2019)
- Revenge at All Costs (2020)[1]